# Фридрих III (маркграф Бадена)
Фридрих III Баденский, Миролюбивый (нем. Friedrich III. von Baden, Pacificus, 1327—1353) — маркграф Бадена в период с 1348 по 1353 годы.
Фридрих III был, вероятно, старшим сыном маркграфа Рудольфа IV и перенял правление вместе со своим братом Рудольфом V Баден-Пфорцхаймским в 1348 году после смерти отца.
О его коротком правлении известно немного. В 1348—1349 годах по западной Европе прокатилась эпидемия чумы, следствием которой стал резкий рост антиеврейских настроений и массовые еврейские погромы. 14 февраля 1349 года такой погром был организован ремесленными цехами при поддержке епископа Бертольда II фон Бухэгга и патрициев в Страсбурге; его жертвами по разным оценкам стали до двух тысяч человек, отчасти заживо сожжённые в специально для этого сооружённом срубе. Поскольку этот инцидент — хотя и один из многих — стал вопросом имперской политики, спустя короткое время город Страсбург, епископ Бертольд, аббат Мурбаха, графиня Иоганна фон Катценельнбоген, граф Фридрих Фрайбургский, вюртембергские графы Ульрих и Эберхард, а также баденские маркграфы Фридрих III, Рудольф V и Герман IX, как и многие другие подписали соглашение, обещавшее всяческую поддержку Страсбургу в стремлении избежать правовых последствий произошедшего (официально еврейская община находилась под защитой императора) и подтверждавшее массовое аннулирование долгов перед еврейскими семьями, а также неприкосновенность присвоенного во время погрома имущества. Вместе с тем, городской совет Страсбурга требовал от своих союзников дальнейшего преследования евреев. Участие Фридриха III в этом соглашении не должно удивлять, учитывая его личную задолженность перед рядом еврейских семей Страсбурга.
В 1351 году — по настоянию императора — Фридрих III и его брат Рудольф V передали страсбургскому епископу имперские владения в Ортенау, находившиеся до того в их залоговом управлении, получив взамен право на таможенные сборы на Рейне и в Страсбурге.

### Семья
Около 1345 года Фридрих III — вероятно, в целях защиты маркграфского титула от претензий возможных конкурентов — заключил брак со своей троюродной сестрой Маргаретой Баденской (ум. 1367) — дочерью Рудольфа Хессо Баденского. Их детьми были:
- Рудольф VI (ум. 1372), маркграф Бадена с 1353 года
- Маргарете, с 1363 года жена Готфрида II фон Лейнинген-Риксинген; во втором браке — жена Генриха фон Лютцельштайна